# Tempels van Palenque

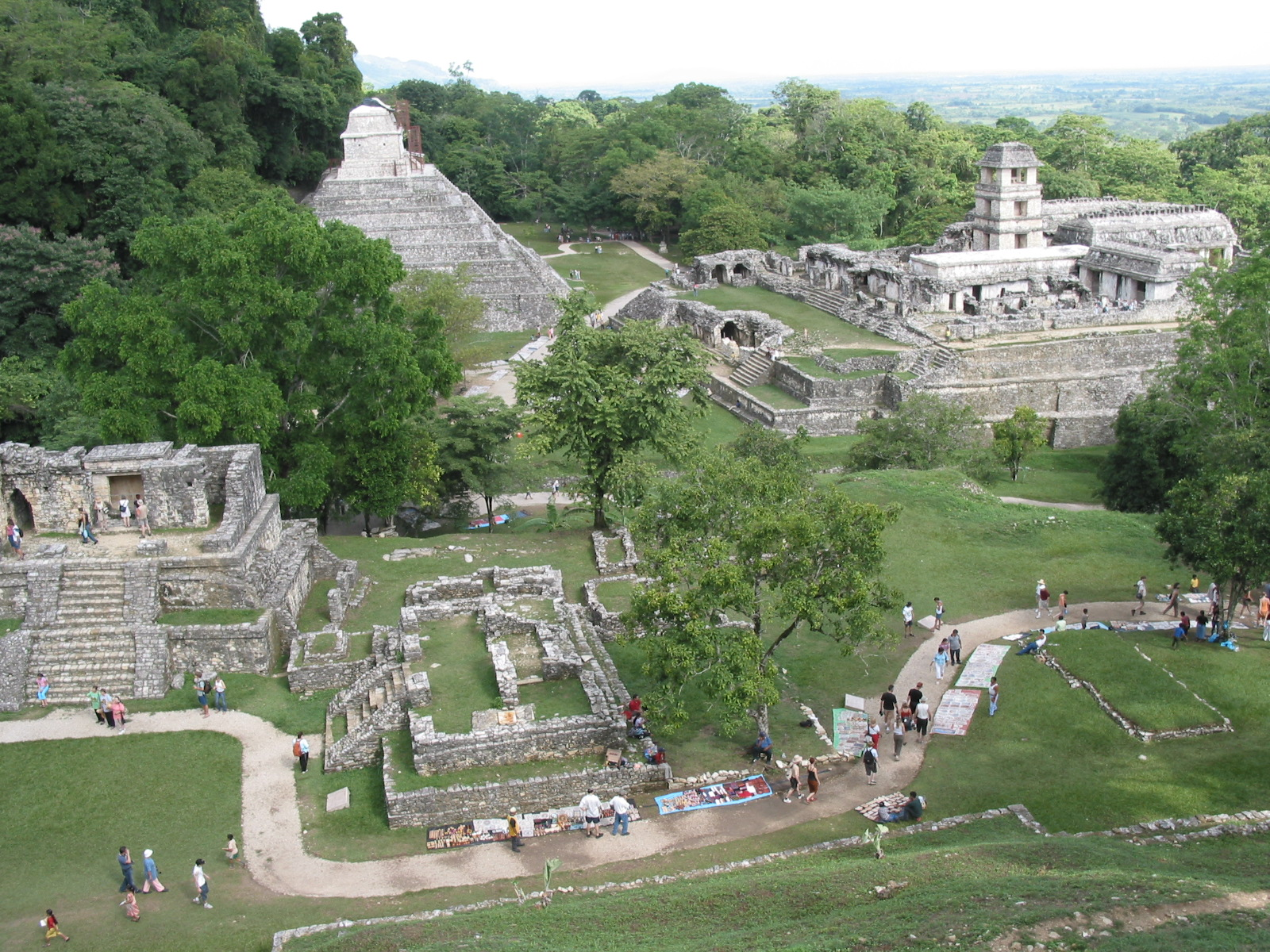
Ruïnenveld Palenque

De tempels van Palenque zijn overblijfselen van de beschaving van de Maya's. De archeologische vindplaats Palenque ligt niet ver van de rivier de Usumacinta, in de deelstaat Chiapas van Mexico. Dat is ongeveer 130 km ten zuiden van Ciudad del Carmen.
Hier zijn enkele tempels te vinden:
- Tempel van het Kruis,
- Tempel van de Zon
- Tempel van het Bladerenkruis

Dit zijn sierlijke tempels boven op een stappenpiramide, ieder met een uitgebreid reliëf in de binnenkamer. Het zijn monumenten voor de troonsbestijging van koning K'inich K'an B'alam II, de opvolger van Pakal. De vroege Spaanse bezoekers hebben de tempels naar het kruis genoemd, maar de afbeeldingen tonen in werkelijkheid de Scheppingsboom van de Maya-mythologie.